# 駒田健吾
駒田 健吾（こまだ けんご、1974年3月31日 - ）は、TBSテレビのアナウンサー。愛称は、コマケン。

## 略歴
兵庫県神戸市出身。神戸市立垂水東中学校、兵庫県立星陵高等学校、早稲田大学教育学部英語英文学科卒業。大学時代はアナウンス研究会に所属していた。卒業後の1998年4月1日、TBS（当時）にアナウンサー33期生として入社（同期は外山惠理・新タ悦男）。入社当初はスポーツ中継（野球、サッカー、格闘技など）やバラエティ番組を中心に担当していたが、その後は報道・情報系の番組へ出演する機会が多く、TBSラジオが制作する番組でもパーソナリティやパートナーを随時務めている。
2021年7月から、所属部署であるアナウンスセンターの管理職（デスク業務）を兼務。アナウンスセンターでは、2022年7月から部長を務めた後に、2024年7月から部長代理に異動している。部長へ着任した当初はテレビ・ラジオ番組への出演も続けていたが、2022年10月以降は、アナウンサーの管理や採用に関する職務を優先。2024年に入ってから部長代理へ異動する旨の内示を受けたことを機に、同年3月11日の『生島ヒロシのおはよう定食』『生島ヒロシのおはよう一直線』（いずれもTBSラジオの生放送番組）から、番組への出演を再開した（出演の経緯については後述）。テレビ番組についても、同年4月7日から『サンデーモーニング』のサブキャスターをレギュラーで担当している。

## 人物
- ラジオの深夜番組のパーソナリティに憧れて（アナウンサー名鑑より）TBSに入社した。TBSラジオやBS-iのスポーツ情報番組や『筋肉番付』の実況を担当してきたが、2004年以降は不定期にK-1など格闘技番組中継の実況・リポーターを務めている程度であるが、2015年の第31回大会より、スポーツエンターテイメント番組であるSASUKEの3代目メイン実況に就任している。
- 入社当初の先輩アナウンサーだった志賀大士（現在はテレビ制作局のプロデューサー）が一身上の事情でアナウンス部から異動した1999年秋に、志賀のレギュラー番組2本を引き継いだことがきっかけでテレビ番組への露出が増え始めた。そのうちのひとつは『ワンダフル』で、出演期間は半年間だったが、先輩の安住紳一郎の存在もあってバラエティ番組へ興味を示すようになる。もうひとつはラジオの深夜番組『デジタル怪傑頭巾 デジ虫』で、進藤晶子（2001年に退社）が出演していた。入社前からの夢をかなえた格好になったが、実際は平日の昼間に収録を行っていた。
- 2000年春に『ベストタイム』に出演するようになり、以後ニュース・情報番組への起用も増えてゆく[注釈 2]。その後、2008年10月で一旦報道を離れるが、2011年3月11日発生の東日本大震災ではJNN取材班としてヘリコプターからの中継リポートを担当した。
- 2014年秋からは月曜・火曜昼前の『JNN NEWS』、2016年春から2019年5月までは『NEWS23』のキャスターを担当。2016年4月14日の熊本地震の報道特別番組では、地震発生の第一報を伝えた。
- 2007年、ラジオ番組『Kakiiin』で、夢であったラジオパーソナリティを務める（2015年3月まで）。
- テレビ・ラジオでそれぞれ別の番組に同時に出演するという事態が今までに2度発生している。
  - 一度目は、2008年10月から2009年2月まで、水曜20時台にテレビで『悪魔の契約にサイン』（収録）、ラジオで『Kakiiin』（生放送）を行っていた。なお、『悪魔の契約にサイン』はわずか9回をもって打ち切りのために重複状態は一旦解消した。
  - 二度目は、2011年4月から2011年9月までの間、月曜19時台にテレビで『ザ・今夜はヒストリー』とラジオで『Kakiiin』が重複した。2011年10月の改編で『ザ・今夜はヒストリー』が水曜日に移動することにより、重複状態は解消された。
- 大学時代からの先輩である土井敏之からは、バックドロップ等のプロレス技をかけられることがあるという（アナウンサー名鑑より）。
- 『エクスプレス』でスポーツキャスターを務めていた高橋志保と2004年3月に結婚したが、2006年12月に離婚。2008年4月1日の『ぴったんこカン・カン スペシャル』では、泉ピン子扮する「泉川ピンク」の指南を受けて「嫁探し」を試みるロケ企画が放送された。実際には、2013年にTBSテレビの報道局員と再婚[8]。
- 2021年7月にTBSテレビアナウンスセンターの管理職へ初めて昇進してからは、アナウンサーとしての活動を続けながら、「駒田班」の班長としておよそ20名のアナウンサー（赤荻歩、佐藤文康、杉山真也、熊崎風斗、日比麻音子、良原安美、齋藤慎太郎など）の管理業務へ従事。このような事情から、同局のアナウンサーに新型コロナウイルスへの感染が相次いだ2022年1月・2月には、テレビ・ラジオを問わず当該アナウンサーの担当番組にも連日登場していた。
  - アナウンスセンターでは、2022年7月に部長へ昇進。実際には同年2月に昇進の内示を受けていたが、2年後の2024年7月1日付で部長代理へ異動した。本人が異動後の2024年8月6日に『アフター6ジャンクション2』（TBSラジオの生放送番組）で語ったところによれば、「TBSへ入社して以来『（アナウンサーとして放送の）現場に身を置き続けたい』と思い続けている自分にとって、（アナウンサーのまま職務上現場から離れざるを得ない）部長への昇進を打診されたことは『地獄の宣告』のようなものだった」とのことで、「部長から部長代理への異動は、このような意向を踏まえた人事であって、いわゆる『降格人事』ではない」とも断言している[9]。実際には、異動の内示を2024年3月1日付で受けたことを機に、アナウンス業務を本格的に再開。

## 現在の担当番組

### テレビ
- サンデーモーニング（キャスター、2024年4月7日 - ）

## 過去の担当番組

### テレビ
- ワンダフル（1999年10月 - 2000年3月）
- ブランチショッピング[5][6]
- エクスプレス
- ベストタイム[5][6]
- おはよう!グッデイ
- ウォッチ!
- 開運音楽堂
- JNNニュースの森（サブ＆スポーツキャスター）
  - JNNイブニング・ニュース（サブ&スポーツキャスター）
- ナショナル劇場「こちら本池上署第2シリーズ」第11話（2003年6月23日）刑事 役
- 8時です!みんなのモンダイ（ナレーション）
- きょう発プラス!（木曜日）
- ピンポン!（11時台の後半に内包されていた「JNNニュース」を担当）
- ひるおび（2014年10月 - 2016年3月、2021年10月1日 - 2022年7月1日）
  - 2016年3月までは、前番組の『ピンポン!』に続いて、月曜・火曜11時台の「JNNニュース」のみ担当。日比が金曜日のアシスタントに就任した2021年10月1日から、火曜・水曜・金曜午後枠のプレゼンターとして5年半振りに復帰した。
  - 2022年1月15日からは、木曜日限定で11時台の「JNNニュース」も担当。3月のみ前任者の伊藤隆太と交互に隔週、この期間以外は6月30日まで毎週出演していた。
  - TBSテレビアナウンスセンターの部長へ就任した2022年7月1日（金）に午後枠でプレゼンターを務めたことを最後に、出演を再び終了。木曜日の「JNNニュース」では、翌週（7月7日放送分）から伊藤がキャスターに復帰している。
  - TBSテレビアナウンスセンターの部長から部長代理へ異動後の2024年8月には、パリオリンピック（日本時間で11日まで開催）への派遣や夏季休暇でスタジオへ出演できない部下（レギュラーのアナウンサー）に代わって、午後枠のプレゼンターや「JNNニュース」のキャスターを暫定的に担当。
- さんまのSUPERからくりTV（「中西学のお悩み相談バーベキュー相談亭」コーナーで中西学、おぎやはぎと共演 など）
- ぴったんこカン・カン（不定期出演）
- 悪魔の契約にサイン
- ドリーム・プレス社（2008年10月からレギュラー。それまでは不定期出演）
- サカスさん（月曜 - 水曜）
- 金曜プリティ（2010年5月 - 9月）司会：三雲孝江と共同。
- 海老名さん家の茶ぶ台（進行担当）
- 世紀のワイドショー!ザ・今夜はヒストリー（進行担当）
- 進撃のヒーロー（見届け人、2013年1月 - 3月）
- はなまるマーケット（月曜レギュラー、2013年4月 - 2014年3月）
- 新チューボーですよ!（3代目ナレーション、2013年11月23日 - 2016年12月24日）
- K-1など格闘技実況・中継リポーター
- 演歌の乱〜細川たかしがサザンを!藤あや子が宇多田ヒカルを本気で歌うぞSP〜（司会、2017年12月9日）
- i-SPORTS（BS-i）平日担当
  - ※「TBS50年史」では『BS-iスポーツニュース[5][6]』と記載されている
- ニッポンのみらい（BS-TBS。2010年10月 - 2011年9月番組紹介ページ）
- NEWS23（2016年3月28日 - 2019年5月31日）
- SASUKE（第13回・第31回 - 第35回実況担当）
- KUNOICHI（第5回・第6回・第9回 - 第11回実況担当）
- まるっと!サタデー（メインキャスター、2019年7月6日 - 2021年9月25日）
- 中居正広の金曜日のスマイルたちへ（進行、2016年3月[注釈 3]・2019年7月 - 2021年9月24日[注釈 4]）
- 炎の体育会TV
- TBS NEWS NOW（2021年10月 - 2022年3月、YouTube同時放送）
- ふるさとの未来（進行、2020年4月2日未明(4月1日深夜) - 2022年7月28日(7月27日深夜)）
- world Now（2021年10月 - 2022年6月）TBS NEWS (CS放送) からの生放送番組で、YouTube上の「TBS NEWS DIG」チャンネルでも動画のサイマル/アーカイブ配信を実施。
- 経済の話で困ったときに見るやつ（2022年4月4日 - 2022年6月）TBS NEWS (CS放送) からの生放送番組で、YouTube上の「TBS NEWS DIG」チャンネルでも動画のサイマル/アーカイブ配信を実施。

### ラジオ
- デジタル怪傑頭巾 デジ虫[5][6]
- スポーツBOMBER![5][6]
- 所さんのブクブクゴシゴシ!（アシスタント）
- グリグリ 〜goody goody〜
- Kakiiin（カキーン、2007年10月 - 2015年3月）
2007年度は水曜日 - 金曜日、2008年度は火曜日・水曜日、2009年度前半は月曜日、2009年度後半は月曜日・火曜日、2010年度前半は月曜日、2010年度後半は月曜日・火曜日、2011年4月以降は月曜日。
- 輝く!日本レコード大賞（ラジオ中継進行、第54回(2012年) - 第63回(2021年)）
- Fine music（2015年4月6日 - 2020年9月27日）
- 大沢悠里のゆうゆうワイド
- 簡易恋愛プログラム 宮川賢のデートの時間でそ?!（不定期でナレーション、放送期間は2016年4月16日[注釈 5] - 2019年12月28日）
- 『アフター6ジャンクション』シリーズ（不定期）
『アフター6ジャンクション』時代の2020年から2022年の初頭にかけて、曜日別のパートナー（日比などの後輩・部下や宇垣美里）が休暇や新型コロナウイルスへの感染に伴う療養などで休演する場合にパートナー代理を随時担当。
2023年10月から放送されている『アフター6ジャンクション2』にも、パリオリンピック開催期間中の2024年8月6日（火曜日）放送分で初出演。第4週を除く火曜日にパートナーを務めている日比が、この大会の報道活動で開催地のパリに滞在していたことを受けての代演で、オープニングトークではアナウンスセンターの部長から部長代理へ異動するまでの経緯（前述）にも言及した。『アフター6ジャンクション』シリーズへの出演自体が2022年2月（前述した『アフター6ジャンクション』時代）以来2年半振りで、日比がオリンピック閉幕の翌日（日本時間で2024年8月12日）までパリで取材を続けていたことから、翌13日（火曜日）にもパートナーを代行。
- 週末ノオト（第3週パートナー、2021年10月16日 - 2022年3月19日）
- ジェーン・スー 生活は踊る（2021年10月4日 - 2022年8月29日）
2022年8月29日までは、毎週月曜日に「生活はプレイリストで踊る」を担当していた。TBSテレビアナウンスセンターの部長としての職務を優先するためレギュラー出演を終了したが、翌30日（火曜日）にはジェーン・スーのパートナー（本来担当している杉山真也の代理）を務めた。
- 渡部絵美の住まいるハウス（HBCラジオとの共同制作番組、2022年4月2日 - 2022年9月24日）
- 生島ヒロシのおはよう定食・おはよう一直線（生島ヒロシのピンチヒッターとして不定期で出演）
東日本大震災の発災（2011年）から13年の節目に当たる2024年3月11日には、『おはよう定食』内の「TBSニュース」・交通情報と『おはよう一直線』内の「TBSニュース」（以上はいずれも関東ローカル向けに放送）・「ニュースヘッドライン」（午前6時の時報明けから全国ネット向けに生放送）を、「TBSラジオのニュースデスク」という肩書で担当した。生島の出身地（宮城県気仙沼市）が東日本大震災で甚大な被害を受けていたことを背景に、生島が同市内からの中継を通じて両番組の生放送へ臨んでいたことに伴う担当で、駒田曰く「2年振りの現場復帰（番組への本格的な出演）」であった。
- 森本毅郎・スタンバイ!（2024年9月6日）
パーソナリティの森本毅郎・遠藤泰子がこの日まで夏季休暇を取得していたことを受けて、小倉弘子（以前の休暇時にも代演していた先輩アナウンサー）とのコンビでパーソナリティを代行。

## 出演映画
- ULTRAMAN（2004年、松竹）アナウンサー 役
- 劇場版 鋼の錬金術師 シャンバラを征く者（2005年、松竹）ミュンヘン大学の学生 役